# لی آتاک
لی آتاک (انگلیسی: Lee Atack؛ زادهٔ ۱۰ ژانویهٔ ۱۹۵۱) بازیکن فوتبال اهل ایالات متحده آمریکا است.